# Club Baloncesto Málaga 2012-2013
Questa voce raccoglie le informazioni riguardanti il Club Baloncesto Málaga nelle competizioni ufficiali della stagione 2012-2013.

## Stagione
La stagione 2012-2013 del Club Baloncesto Málaga è la 21ª nel massimo campionato spagnolo di pallacanestro, la Liga ACB.

## Roster
Aggiornato al 14 luglio 2018.
| Unicaja Málaga 2012-13 | Unicaja Málaga 2012-13 |
| Giocatori              | Staff tecnico          |
| ---------------------- | ---------------------- |

| N. | Naz.                                         | Ruolo | Nome             | Anno | Alt.   | Peso   |  |
| -- | -------------------------------------------- | ----- | ---------------- | ---- | ------ | ------ |  |
| 4  | Croazia (bandiera)                           | AP    | Krunoslav Simon  | 1985 | 197 cm | 92 kg  |  |
| 6  | Stati Uniti (bandiera)                       | P     | Marcus Williams  | 1985 | 191 cm | 101 kg |  |
| 7  | Brasile (bandiera) · Spagna (bandiera)       | C     | Augusto Lima     | 1991 | 208 cm | 108 kg |  |
| 8  | Stati Uniti (bandiera)                       | AG    | Andy Panko       | 1977 | 203 cm | 111 kg |  |
| 9  | Spagna (bandiera)                            | GA    | Sergi Vidal      | 1981 | 200 cm | 98 kg  |  |
| 10 | Spagna (bandiera)                            | G     | Txemi Urtasun    | 1984 | 193 cm | 88 kg  |  |
| 11 | Stati Uniti (bandiera) · Bulgaria (bandiera) | P     | Earl Calloway    | 1983 | 190 cm | 84 kg  |  |
| 12 | Serbia (bandiera)                            | AP    | Dejan Todorović  | 1994 | 196 cm | 89 kg  |  |
| 13 | Serbia (bandiera)                            | C     | Kosta Perović    | 1985 | 217 cm | 110 kg |  |
| 15 | Stati Uniti (bandiera)                       | AG    | James Gist       | 1986 | 204 cm | 105 kg |  |
| 17 | Spagna (bandiera)                            | C     | Fran Vázquez (C) | 1984 | 209 cm | 105 kg |  |
| 19 | Spagna (bandiera)                            | P     | Alberto Díaz     | 1994 | 188 cm | 81 kg  |  |
| 20 | Spagna (bandiera)                            | AG    | Carlos Jiménez   | 1976 | 201 cm | 100 kg |  |
| 20 | Spagna (bandiera)                            | G     | Luis Conde       | 1993 | 190 cm |        |  |
| 21 | Croazia (bandiera)                           | C     | Luka Žorić       | 1984 | 211 cm | 106 kg |  |
| 22 | Slovenia (bandiera)                          | G     | Zoran Dragić     | 1989 | 196 cm | 90 kg  |  |
| 23 | Stati Uniti (bandiera)                       | GA    | Tarence Kinsey   | 1984 | 198 cm | 84 kg  |  |

| Allenatore                                                                                 |
| - Jasmin Repeša                                                                            |
| Assistente/i                                                                               |
| - Curro Segura - Ángel Sánchez-Cañete Legenda - (C) Capitano - (IN) Inattivo - Infortunato |

## Mercato

### Sessione estiva
| Acquisti | Acquisti        | Acquisti        | Acquisti      | Acquisti |
| R.a      | Nome            | da              | Modalità      |          |
| -------- | --------------- | --------------- | ------------- | -------- |
| P        | Marcus Williams | Jiangsu Dragons | definitivo    |          |
| AP       | Krunoslav Simon | KK Zagabria     | definitivo    |          |
| GA       | Sergi Vidal     | San Sebastián   | definitivo    |          |
| G        | Txemi Urtasun   | Siviglia        | definitivo    |          |
| P        | Earl Calloway   | Siviglia        | definitivo    |          |
| C        | Kosta Perović   | Barcellona      | definitivo    |          |
| AG       | James Gist      | Fenerbahçe      | definitivo    |          |
| C        | Fran Vázquez    | Barcellona      | scambio       |          |
| AG       | Carlos Jiménez  | Estudiantes     | definitivo    |          |
| G        | Zoran Dragić    | Krka Novo mesto | definitivo    |          |
| P        | Rafael Luz      | Alicante        | fine prestito |          |

| Cessioni | Cessioni         | Cessioni            | Cessioni                   | Cessioni |
| R.       | Nome             | a                   | Modalità                   |          |
| -------- | ---------------- | ------------------- | -------------------------- | -------- |
| AP       | Berni Rodríguez  | Murcia              | fine contratto             |          |
| AG       | Jorge Garbajosa  |                     | ritirato                   |          |
| G        | Álex Abrines     | Barcellona          | scambio                    |          |
| P        | E.J. Rowland     | VEF Rīga            | fine contratto             |          |
| P        | Kristaps Valters | Artland Dragons     | fine contratto             |          |
| AP       | Hrvoje Perić     | KK Zagabria         | rescissione                |          |
| C        | Ognjen Kuzmić    | Joventut Badalona   | prestito                   |          |
| P        | Pepe Pozas       | Axarquía            | fine contratto             |          |
| AP       | Tremmell Darden  | Žalgiris Kaunas     | fine contratto             |          |
| C        | Joel Freeland    | Portland T. Blazers | definitivo (1.5 milioni €) |          |
| AP       | Mark Payne       | Paniōnios           | fine contratto             |          |
| C        | Nedžad Sinanović | Valladolid          | fine contratto             |          |
| AC       | Samuel Faifr     | Pardubice           | fine contratto             |          |
| G        | Troy DeVries     | Manresa             | fine contratto             |          |
| P        | Rafael Luz       | Obradoiro           | prestito                   |          |

### Dopo l'inizio della stagione
| Acquisti | Acquisti       | Acquisti      | Acquisti         | Acquisti   |
| R.       | Nome           | da            | Data             | Modalità   |
| -------- | -------------- | ------------- | ---------------- | ---------- |
| AG       | Andy Panko     | Panathīnaïkos | 21 dicembre 2012 | scambio    |
| AP       | Tarence Kinsey | V.L. Pesaro   | 19 aprile 2013   | definitivo |

| Cessioni | Cessioni       | Cessioni      | Cessioni         | Cessioni |
| R.       | Nome           | a             | Data             | Modalità |
| -------- | -------------- | ------------- | ---------------- | -------- |
| AG       | James Gist     | Panathīnaïkos | 21 dicembre 2012 | scambio  |
| AG       | Carlos Jiménez |               | dicembre 2012    | ritirato |